# Pawel Trofimowitsch Konowalow
Pawel Trofimowitsch Konowalow (russisch Павел Трофимович Коновалов, engl. Transkription Pavel Trofimovich Konovalov; * 13. Februar 1960) ist ein ehemaliger sowjetischer Sprinter, der sich auf den 400-Meter-Lauf spezialisiert hatte.
1982 siegte er bei den Leichtathletik-Halleneuropameisterschaften in Mailand. Im Sommer wurde er bei den Leichtathletik-Europameisterschaften in Athen Sechster und gewann mit der sowjetischen Mannschaft in der 4-mal-400-Meter-Staffel Bronze.

## Persönliche Bestleistungen
- 400 m: 45,84 s, 9. September 1982, Athen
  - Halle: 46,87 s, 6. März 1982, Mailand

| Personendaten    | Personendaten                      |
| ---------------- | ---------------------------------- |
| NAME             | Konowalow, Pawel                   |
| ALTERNATIVNAMEN  | Konovalov, Pavel; Коновалов, Павел |
| KURZBESCHREIBUNG | sowjetischer Sprinter              |
| GEBURTSDATUM     | 13. Februar 1960                   |